# Martin McGuinness
Martin McGuinness (Derry, 23 maggio 1950 – Belfast, 21 marzo 2017) è stato un politico nordirlandese.
In gioventù fu combattente di una delle fazioni dell'Irish Republican Army (IRA) come capo di stato maggiore della Provisional IRA dal 1979 al 1982.
A partire dal 1997 è membro del Sinn Féin per il collegio elettorale del Mid Ulster. Come altri rappresentanti del Sinn Féin, non prese posto alla Camera dei comuni a Londra e si rifiutò di giurare fedeltà alla Corona britannica.
Membro dell'Assemblea dell'Irlanda del Nord dal 1998, con Gerry Adams, figura di spicco del Sinn Féin, è stato uno dei maggiori artefici del cessate il fuoco dell'IRA e del Belfast Agreement, il cosiddetto accordo del Venerdì Santo. Dal maggio 2007 al gennaio 2017 ricopriva la carica di vicepremier nel governo di coalizione costituitosi in Irlanda del Nord.

## Carriera nell'organizzazione
McGuinness entra a far parte della Provisional IRA intorno agli anni Settanta a un'età di circa vent'anni. Già un anno dopo era adjutant (vicecomandante) della Derry Brigade (la Brigata Derry), seconda brigata per importanza della Provisional IRA dopo quella di Belfast. Nel 1973 venne condannato a sei mesi di reclusione da una corte irlandese per possesso di esplosivo e munizioni. La precoce appartenenza all'IRA sembra testimoniata da un'affermazione dello stesso McGuinness al processo: «Abbiamo combattuto contro l'uccisione del nostro popolo, sono un membro dell'IRA e ne sono molto, molto orgoglioso».
Dopo il suo rilascio divenne una figura di primo piano nel braccio politico dell'IRA, ossia lo Sinn Féin, oltre a ricoprire, secondo i servizi di sicurezza britannici e irlandesi, molti ruoli di comando nell'IRA, tra cui quello di capo di stato maggiore (Chief of Staff) e quello di OC (Officer Commanding) del Northern Command, che aveva la responsabilità delle sei contee dell'Irlanda del Nord e delle cinque contee di confine dell'Eire (Donegal, Leitrim, Cavan, Monaghan e Louth), la cosiddetta war zone, zona di guerra.

## Carriera politica

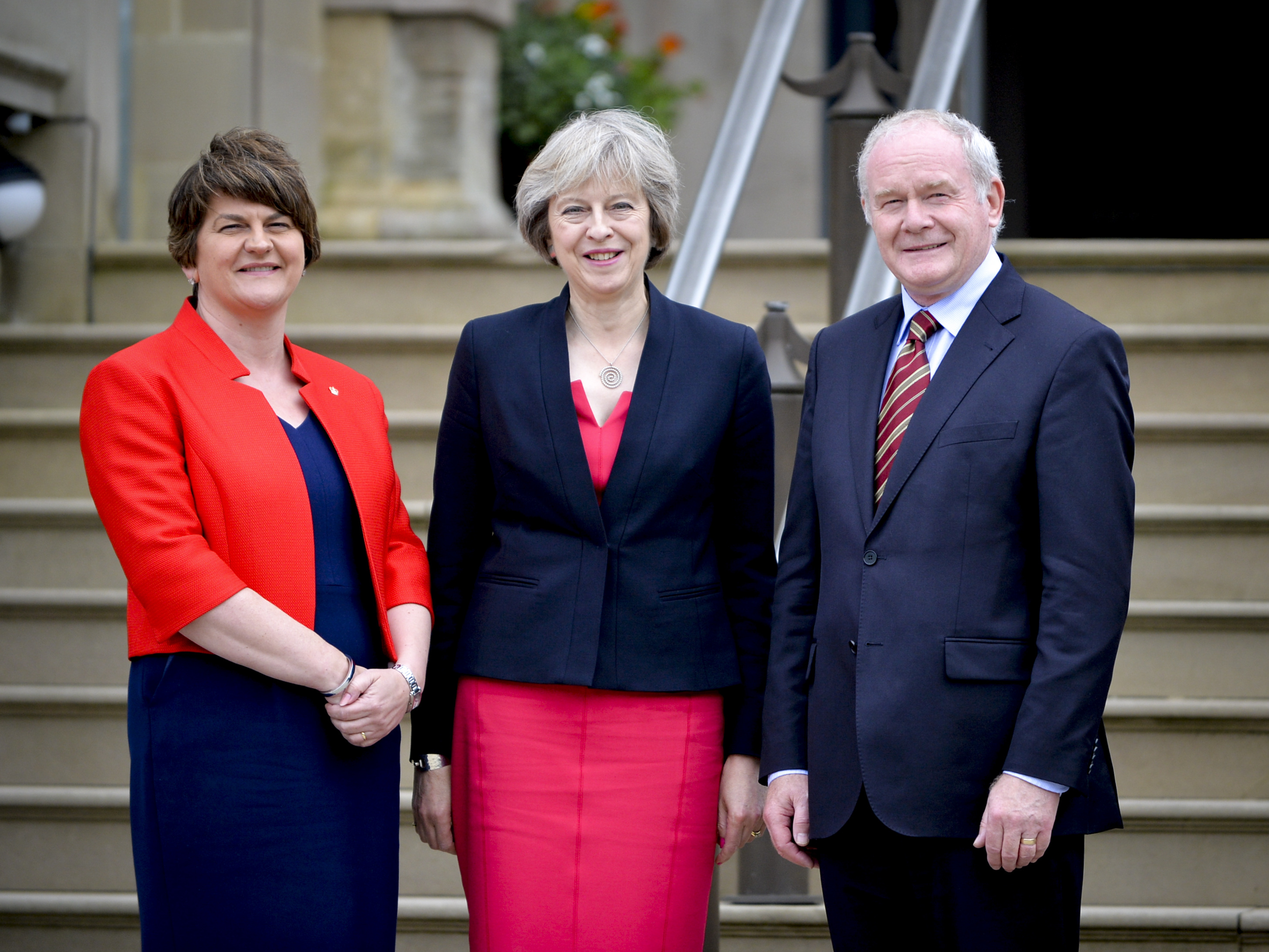
La premier britannica Theresa May in visita in Irlanda del Nord accolta dal primo ministro Arlene Foster e dal vice primo ministro Martin McGuiness (25 luglio 2016).

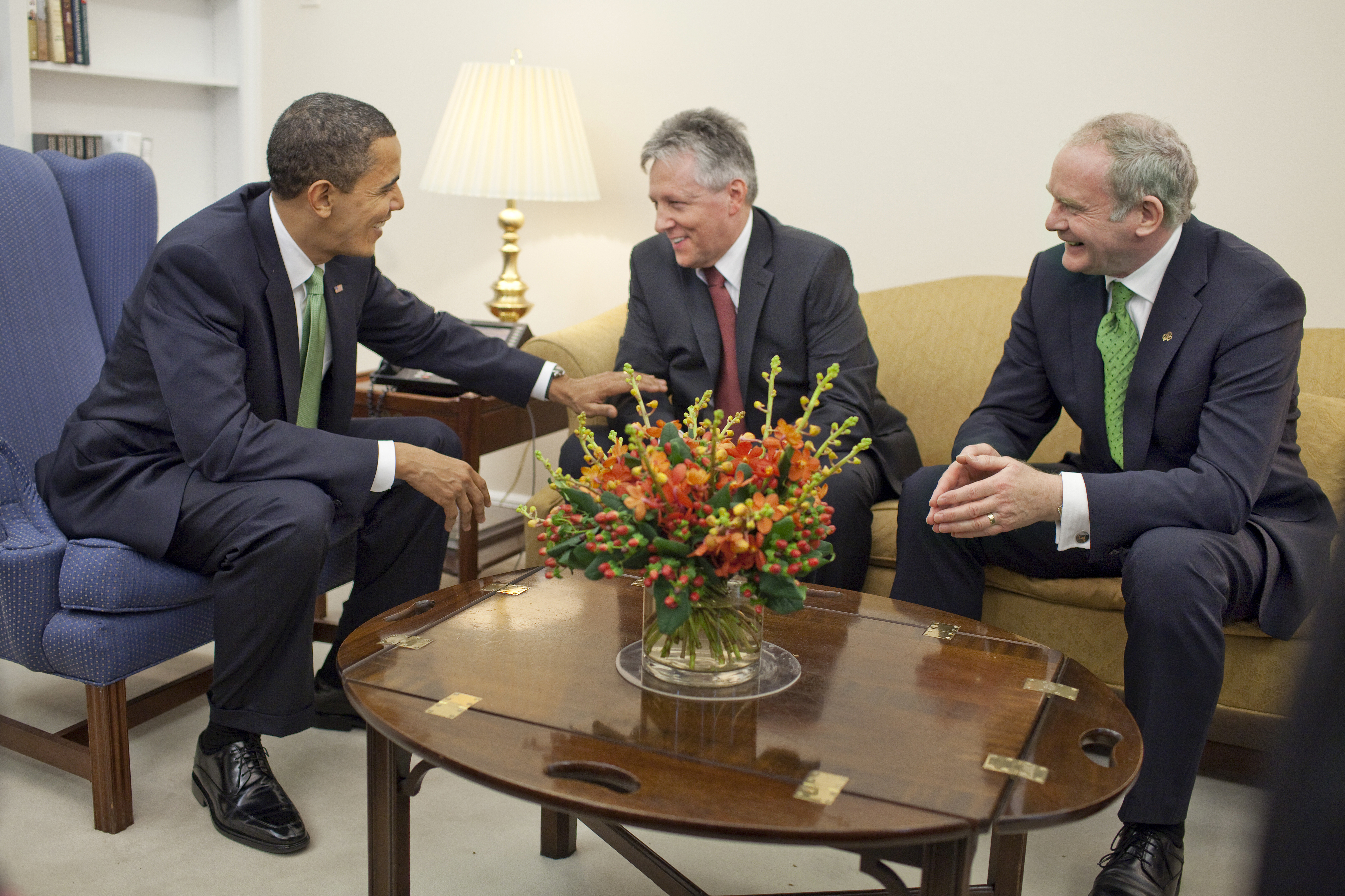
Martin McGuinness con il primo ministro nordirlandese Peter Robinson (al centro) all'incontro con il presidente degli Stati Uniti Barack Obama alla Casa Bianca.

Il percorso, quasi obbligatorio, per un combattente dell'IRA negli anni Settanta e Ottanta passava per l'adesione al maggiore partito repubblicano. McGuinness venne eletto per la prima volta nel 1982 all'assemblea legislativa nordirlandese (che avrà vita breve, boicottata sia dal Sinn Féin che dai nazionalisti moderati del SDLP, il Social Democratic and Labour Party). Nel 1997 venne eletto a Westminster, ma non occuperà mai il suo seggio, in ossequio a quello che per i repubblicani irlandesi è un dogma, ovverosia l'abstensionism principle, per cui i repubblicani eletti non occupavano i seggi nel parlamento inglese, in quello irlandese e in quello nordirlandese, non riconoscendo le istituzioni nate dal trattato anglo-irlandese (Anglo-Irish Treaty) del 1921 (questo principio si modificherà una prima volta nel 1986, quando il Sinn Féin decise di entrare nel Dáil Éireann, e in seguito nel 1998, quando accettò di entrare a far parte della neocostituita Northern Ireland Assembly a Stormont).
Durante i colloqui che precedettero l'accordo del 1998 svolse il ruolo di capo negoziatore del Sinn Féin e di conseguenza svolse un ruolo decisivo per arrivare alla firma del Belfast Agreement. In seguito entrò a far parte del nuovo governo di coalizione, ricoprendo il ruolo di ministro dell'istruzione. Successivamente agli accordi di Saint Andrews, Martin McGuinness venne designato vicepremier del governo guidato dal reverendo Ian Paisley, leader del Democratic Unionist Party (DUP), partito di maggioranza relativa. Nel 2003 una biografia del politico ha riportato intercettazioni telefoniche tra McGuinness e il segretario di Stato per il Nord Irlanda Mo Mowlan e il capo dello staff del governo Blair Jonathan Powell. Le conversazioni si svolgevano in un clima disteso e amichevole, il che dimostrerebbe come McGuinness fosse in contatto segretamente con gli inglesi. Nel giugno 2012 egli ha annunciato che si sarebbe dimesso formalmente dal parlamento di Westminster. Il 9 gennaio 2017 si è dimesso dalla carica di vicepremier in segno di protesta contro un provvedimento sulle energie rinnovabili, giudicato da lui scandaloso.

## Vita personale
Appassionato tifoso del Derry City F.C., ha sposato nel 1974 Bernadette Canning e aveva quattro figli.
A seguito dell'amiloidosi, una rara malattia genetica, è morto a Belfast il 21 marzo 2017, all'età di 66 anni.